# V dolini tihi je vasica mala
"V dolini tihi" je slovenska ljudska oziroma narodna pesem, avtor in čas nastanka pa nista znana. Najbolj znana je priredba od Ansambla Lojzeta Slaka in Fantje s Praprotna iz leta 1966.

## Ansambel Lojzeta Slaka
Valček v izvedbi Ansambla Lojzeta Slaka & Fantje s Praprotna, je priredil član ansambla Niko Zlobko. Ta je izšel na albumu na veliki vinilni plošči Sinko ne sprašuj pri založbi Jugoton, kasneje še na kompilacijah.

### Avtorstvo
- ljudska – glasba
- ljudski – tekst
- Niko Zlobko – aranžma

### Studijska izvedba
- Lojze Slak – diatonična harmonika
- Franc Sever – kontrabas
- Niko Zlobko – kitara

### Fantje s Praprotna
- Andrej Bergant – 1. tenor
- Jože Šifrar – 2. tenor
- Janez Habjan – bariton
- Janez Kalan – bas
- Janez Dolenc – bas

### Ostali
- Stanka Kovačič – vokal